# 可兒站

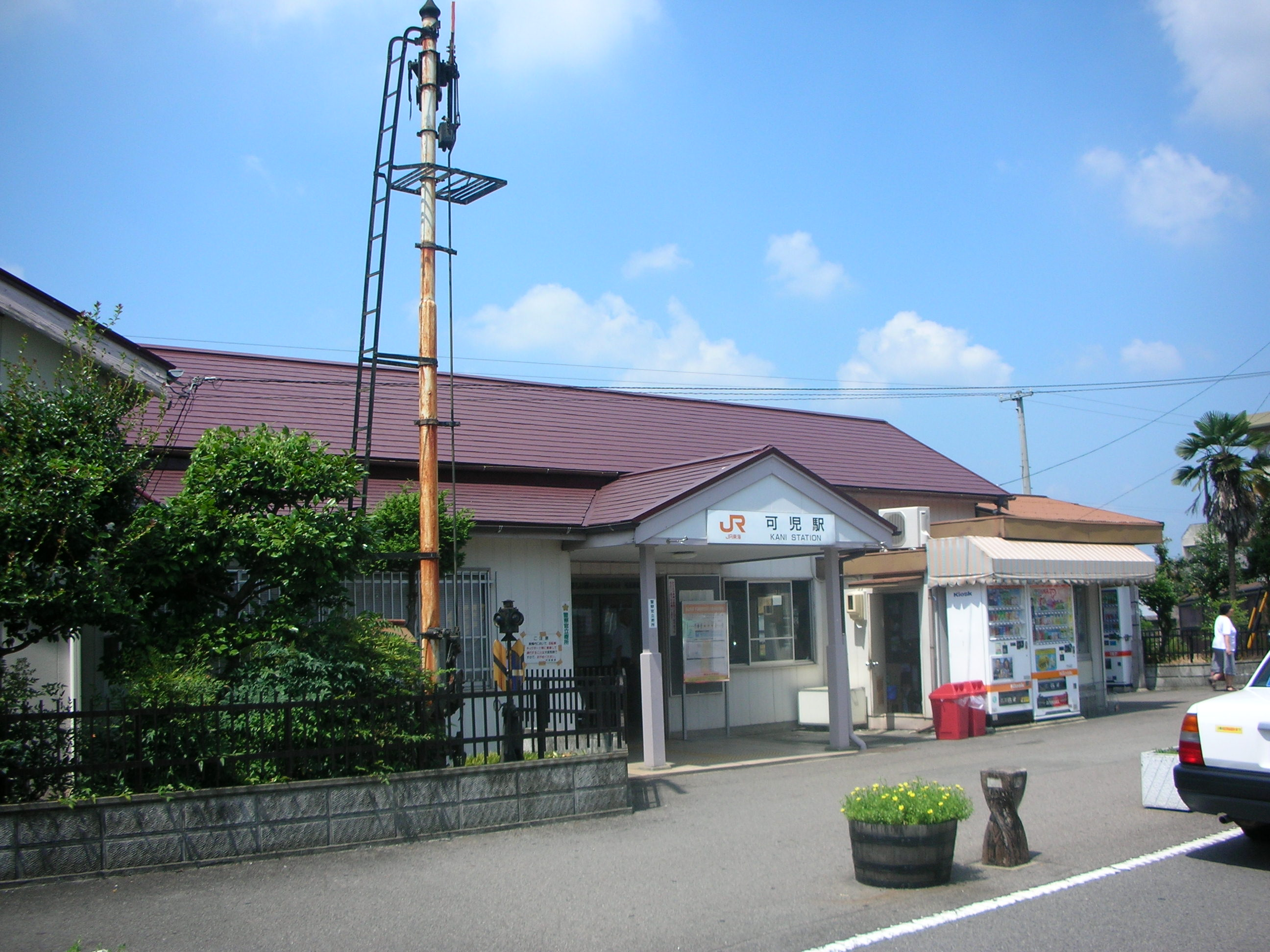
東西閘外行人通道設置前的可兒站

可兒站（日语：／ Kani eki */?）是位於岐阜縣可兒市下惠土，東海旅客鐵道（JR東海）的太多線車站。

## 歷史
- 1918年（大正7年）12月28日 - 東濃鐵道（日语：東濃鉄道 (初代)）（與現時同名公司相異）新多治見至此站之間（後來變為太多線）開通，廣見駅（日语：／）啟用。當時車站位於可兒川（日语：可児川）左岸的舊廣見町（日语：広見町 (岐阜県)）內。當時為旅客和貨運車站。
- 1920年（大正9年）8月21日 - 此站至御嵩站之間（後來變為名鐵廣見線）開通。
- 1926年（大正15年）9月25日 - 東濃鐵道 新多治見站至此站之間國有化，此站至御嵩站之間由東美鐵道繼承，使此站成為鐵道省與東美鐵道的共構與共站。
- 1928年（昭和3年）10月1日 - 太多線此站至美濃太田站之間開通，全開開通。同時車站遷移至現地（可兒川右岸的舊今渡町（日语：今渡町）內）。
- 1929年（昭和4年）1月22日 - 名古屋鐵道廣見線駛入至此站。
- 1930年（昭和5年）2月16日 - 名古屋鐵道、東美鐵道不與國鐵廣見站共用，分離成為一座新站——新廣見站（現時：新可兒站）。
- 1982年（昭和57年）
  - 3月1日 - 終止貨物起卸業務。
  - 4月1日 - 隨著可兒市誕生，此站改名為可兒站。
- 1987年（昭和62年）4月1日：伴隨國鐵分割民營化，車站由東海旅客鐵道（JR東海）營運。
- 2010年（平成22年）3月13日 - 此站開始可以使用IC卡「TOICA」[1]。
- 2013年（平成25年）3月30日 - 車站大樓內的KIOSK結業。
- 2018年（平成30年）3月23日 - 升降機與東西閘外通道開始使用[2]。

## 車站構造
本站是地面車站，設有2面2線相對式月台。兩月台之間設有跨線橋連接。站內設有廁所（濕廁），位於站房旁。此站是由美濃太田站管理的業務委託車站，並委托東海交通事業負責車站業務。站内設有JR全線售票處和輕觸式自動售票機。除了太多線起終點（美濃太田站、多治見站）外，此站是太多線唯一設有自動售票機的車站。站内也設有自動閘機、升降機與東西閘外行人通道。2013年3月，閘口外的KIOSK商店結業後，原址變成自動販賣機角落。櫃臺的營業時間為早上7時至晚上7時，其餘時間售票處會關閉，自動售票機也會停止售票。
2009年2月，2號月台北邊新設引込線，舊引込線撤走。TOICA在同年開始可以在此站使用，站內加設IC卡專用簡易閘機。截至2011年6月，可兒站東邊隨著進行土地整理項目，站前廣場開始進行工程。為了方便乘客，將來車站大樓會計劃變成一座跨站式站房。但是實際上已經放棄這計劃，變為建設東西閘外行人通道。2013年4月起，經過車站西邊與東邊的地質調査後，開始建設東西閘外行人通道，並於2018年3月23日開始使用。

### 月台
| 月台 | 路線   | 上下行 | 方向         |
| ---- | ------ | ------ | ------------ |
| 1    | 太多線 | 上行   | 多治見方向   |
| 2    | 太多線 | 下行   | 美濃太田方向 |

2號月台可向多治見方向折返。

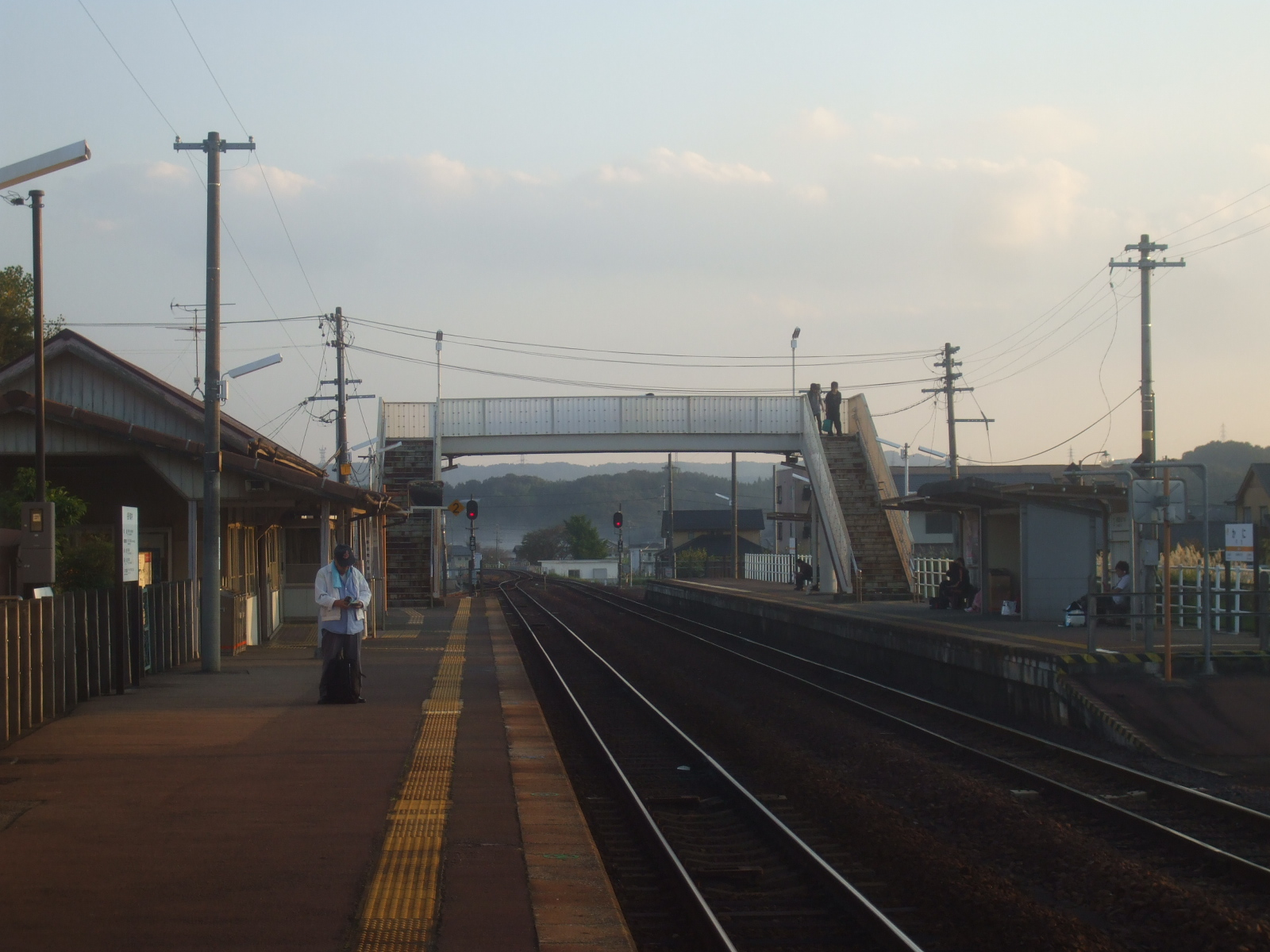
站內
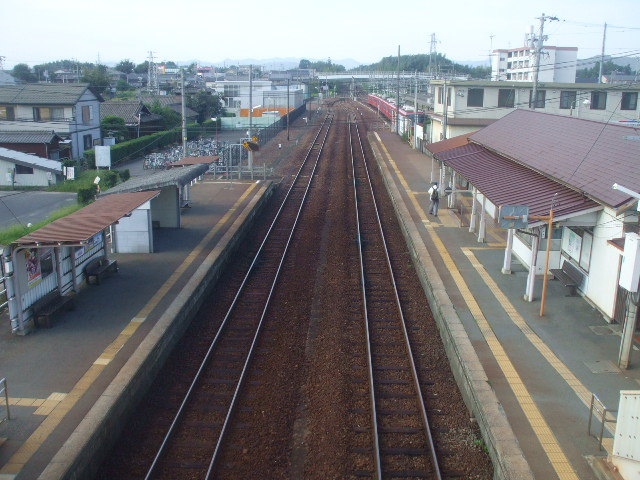
從跨線橋望向車站
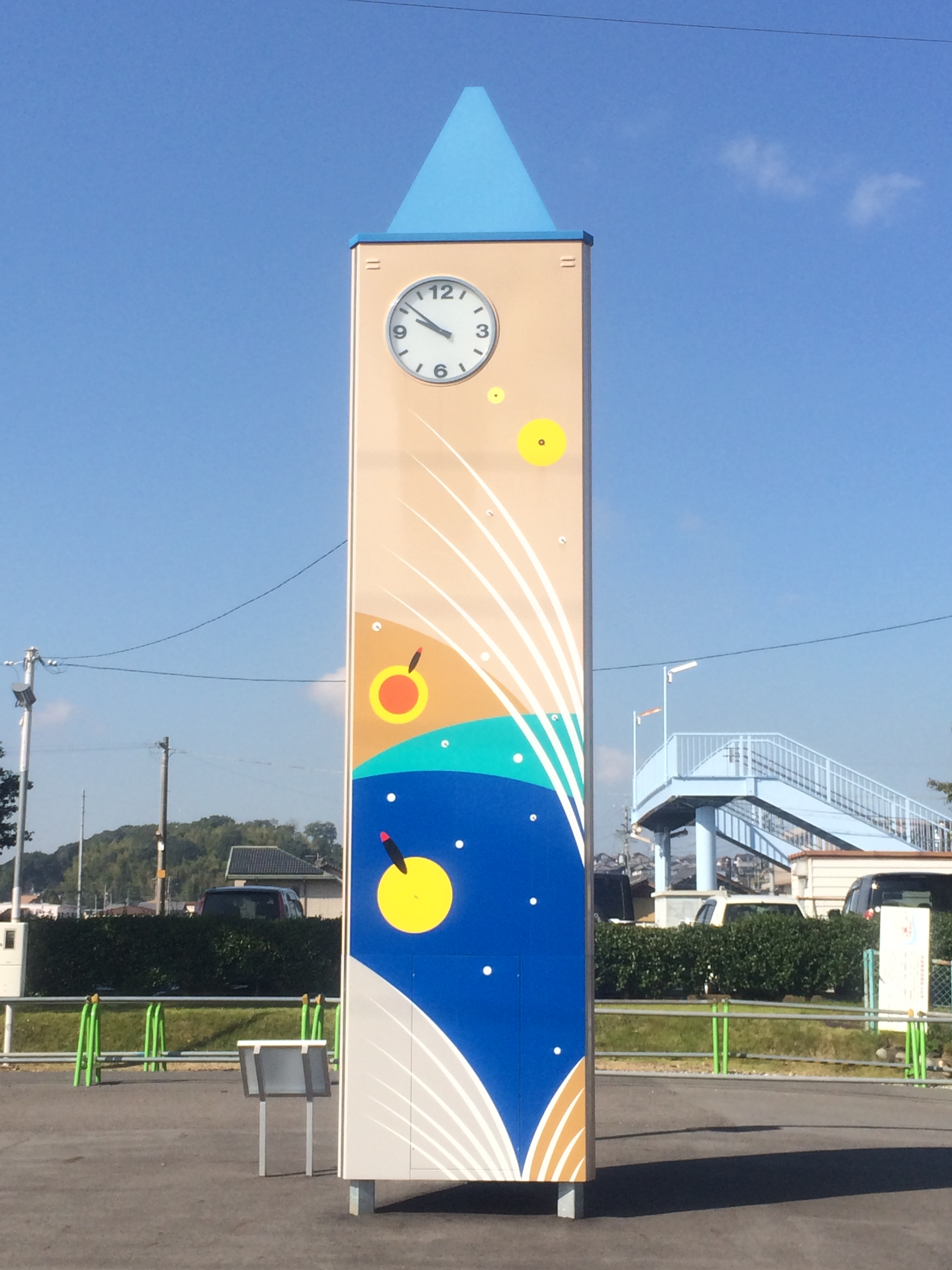
站前廣場上的鐘樓
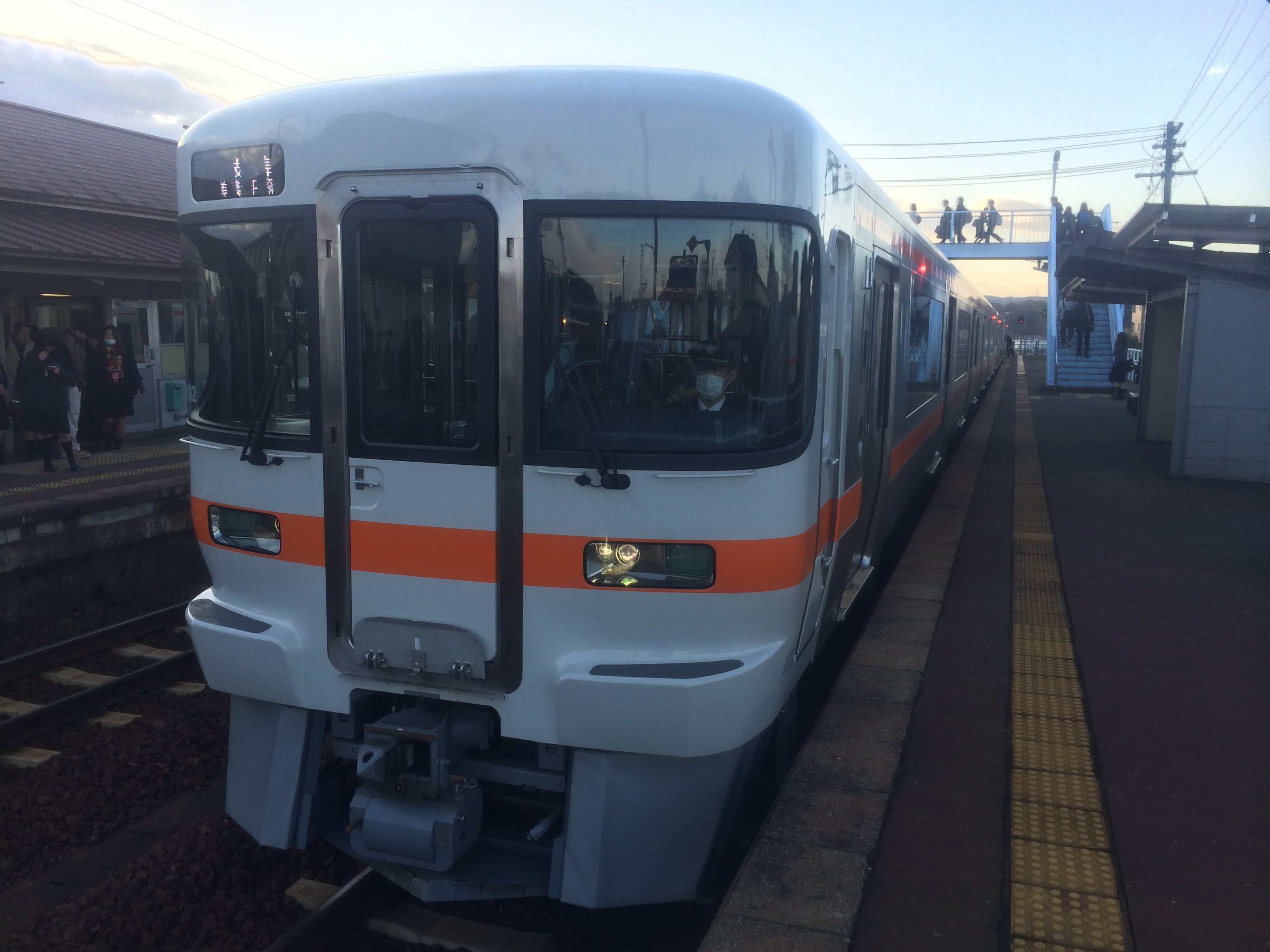
在可兒站停車中的KiHa25形

## 使用狀況
根據「岐阜縣統計書」和「可兒市之統計」，以下為此站1日平均乘車人次變化：
- 2006年度 - 1,496人
- 2007年度 - 1,505人
- 2008年度 - 1,502人
- 2009年度 - 1,453人
- 2010年度 - 1,462人
- 2011年度 - 1,421人
- 2012年度 - 1,409人
- 2013年度 - 1,437人
- 2014年度 - 1,430人
- 2015年度 - 1,485人
- 2016年度 - 1,519人
- 2017年度 - 1,581人
- 2018年度 - 1,609人

相比鄰站名鐵新可兒站，此站較少乘客使用。

## 車站周邊

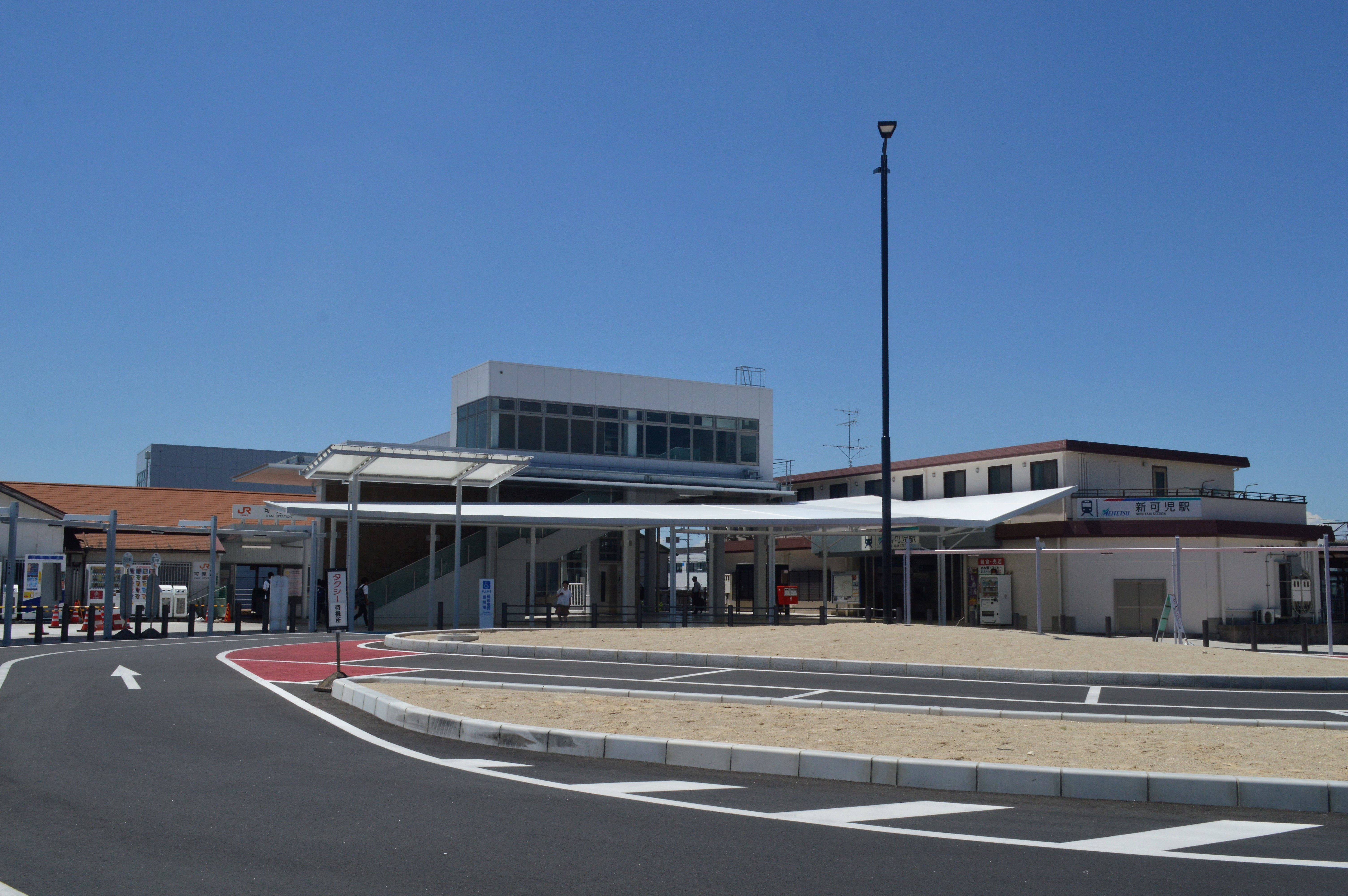
可兒站與新可兒站共用的站前廣場

車站鄰接名鐵廣見線新可兒站。2座車站大樓之間設有越過JR路軌的閘外行人通道（在設置該通道前設有行人隧道）。站前還保留了臂板號誌機，後來於2014年撤走。車站大樓對面設有單車停泊場。距離大型商業設施與政府設施較遠，需要步行10分鐘。
- 可兒市綜合會館分室（可兒站西邊）
- 東鐵巴士「可兒站前」巴士站
- 可兒川
- 可兒市立圖書館（日语：可児市立図書館）
- 可兒市政廳（日语：可児市役所）
- 可兒郵局（日语：可児郵便局）
- 十六銀行（日语：十六銀行）、岐阜信用金庫（日语：岐阜信用金庫）、東濃信用金庫（日语：東濃信用金庫）
- 吉津屋PATIO可兒店（日语：可児ショッピングプラザパティオ）
- Valor廣見店
- 唐吉訶德UNY可兒店（日语：ドン・キホーテUNY可児店） (舊Shopland可兒、Piago可兒店)
- 星巴克可兒廣見店

## 巴士路線
- 東濃鐵道
  - 八百津線（可兒站 - 可兒市政廳 - 可兒川合 - 可茂特別支援學校（日语：岐阜県立可茂特別支援学校） - 和知 - 八百津本町 - 八百津家庭中心）
  - 花假日公園線（可兒站 - 可児兒市政廳 - 花假日紀念公園（日语：花フェスタ記念公園））※在4月第2個星期六至6月第4星期日的星期六與假日服務
  - 綠丘線（可兒站 - 廣見町 - 綠丘團地 - 皐丘 - 櫻丘 - 美濃燒團地 - 光丘- 多治見站北出口）
  - 綠丘線（可兒高校（日语：岐阜県立可児高等学校） - 可兒站 - 廣見町 - 綠丘團地 - 皐丘 - 櫻丘）
  - 高速巴士中央Liner可兒號、Dream可兒號　經Busta新宿前往東京站
- 可兒市社區巴士「皐巴士（日语：さつきバス (可児市)）」

## 相鄰車站
東海旅客鐵道（JR東海）
 太多線
下切（CI03）－可兒（CI02）－美濃川合（CI01）

## 注腳
1. ↑   (PDF) (新闻稿). 東海旅客鉄道. 2009-12-21  [2020-12-19]. （原始内容 (PDF)存档于2020-12-19） （日语）.
2. ↑   (PDF) (新闻稿). 東海旅客鉄道. 2018-03-09  [2020-12-19]. （原始内容 (PDF)存档于2020-12-19） （日语）.
3. 1 2  在站內的標記。詳情參閱JR東海官方網站中各站時間表 （页面存档备份，存于）（截至2015年1月）。